# Memoriał Eugeniusza Nazimka 1992
Memoriał im. Eugeniusza Nazimka 1992 – 10. edycja turnieju w celu uczczenia pamięci polskiego żużlowca Eugeniusza Nazimka, który odbył się dnia 25 października 1992 roku. Turniej wygrał Antonín Kasper.

## Wyniki
- Stadion Stali Rzeszów, 25 października 1992
- NCD: Georgi Petranow - 69,06 w wyścigu 1
- Sędzia: Ryszard Bielecki

| Msc. | Zawodnik                 | Klub    | Pkt  |             |  |
| ---- | ------------------------ | ------- | ---- | ----------- |  |
| 1    | (5) Jan Krzystyniak      | Rzeszów | 14   | (2,3,3,3,3) |  |
| 2    | (8) Dariusz Stenka       | Lublin  | 12+3 | (3,2,2,2,3) |  |
| 3    | (14) Csaba Hell          | Węgry   | 12+2 | (3,3,3,1,2) |  |
| 4    | (12) Janusz Stachyra     | Rzeszów | 11   | (2,1,2,3,3) |  |
| 5    | (2) Marek Kępa           | Lublin  | 11   | (2,2,1,3,3) |  |
| 6    | (1) Georgi Petranow      | Rzeszów | 10   | (3,2,3,2,w) |  |
| 7    | (9) Jacek Rempała        | Tarnów  | 9    | (3,1,u,3,2) |  |
| 8    | (4) Zoltán Adorján       | Węgry   | 9    | (1,3,3,2,0) |  |
| 9    | (13) Romuald Janusz      | Rzeszów | 6    | (2,0,2,0,2) |  |
| 10   | (15) Jerzy Mordel        | Lublin  | 5    | (1,3,0,1)   |  |
| 11   | (16) Grzegorz Rempała    | Machowa | 5    | (0,0,2,2,1) |  |
| 12   | (11) Jerzy Głogowski     | Krosno  | 5    | (1,2,u,1,1) |  |
| 13   | (10) Janusz Ślączka      | Rzeszów | 5    | (0,1,1,1,2) |  |
| 14   | (7) Bogdan Ciupak        | Krosno  | 2    | (1,1,d,d,d) |  |
| 15   | (3) Andrzej Surowiec     | Krosno  | 1    | (0,d,w,0,1) |  |
| 16   | (6) Paweł Jachym         | Machowa | 1    | (d,d,1,0,0) |  |
|      | rez. Sławomir Sitek      | Rzeszów |      | (1)         |  |
|      | rez. Kazimierz Zaborniak | Rzeszów |      | (w)         |  |

Bieg po biegu
1. [69,06] Petranow, Kępa, Adorján, Surowiec
2. [69,89] Stenka, Krzystyniak, Ciupak, Jachym
3. [69,81] J.Rempała, Stachyra, Głogowski, Ślączka
4. [70,56] Hell, Janusz, Mordel, G.Rempała
5. [69,92] Krzystyniak, Petranow, J.Rempała, Janusz
6. [69,49] Hell, Kępa, Ślączka, Jachym
7. [71,95] Mordel, Głogowski, Ciupak, Surowiec
8. [70,45] Adorján, Stenka, Stachyra, G.Rempała
9. [70,81] Petranow, G.Rempała, Jachym, Głogowski
10. [70,20] Krzystyniak, Stachyra, Kępa, Mordel
11. [70,52] Hell, Stenka, Sitek, J.Rempała Sitek za Surowca
12. [70,82] Adorján, Janusz, Ślączka, Ciupak
13. [70,82] Stachyra, Petranow, Hell, Ciupak
14. [70,36] Kępa, Stenka, Głogowski, Janusz
15. [71,79] Krzystyniak, G.Rempała, Ślączka, Surowiec
16. [70,64] J.Rempała, Adorján, Mordel, Jachym
17. [74,60] Stenka, Ślączka, Petranow, Zaborniak Zaborniak za Mordela
18. [71,01] Kępa, J.Rempała, G.Rempała, Ciupak
19. [73,36] Stachyra, Janusz, Surowiec, Jachym
20. [70,99] Krzystyniak, Hell, Głogowski, Adorján
21. Wyścig dodatkowy: [71,73] Stenka, Hell